# XXX Festival Internacional de Cinema Fantàstic de Catalunya
La XXX edició del Sitges Festival Internacional de Cinema de Catalunya (abans, Festival Internacional de Cinema Fantàstic de Sitges) es va organitzar del 9 al 19 d'octubre de 1997. El Festival ha mantingut les seves seccions habituals: la secció oficial competitiva Fantàstic (composta per 21 llargmetratges i 11 curtmetratges de gènere fantàstic); Seven Chances (amb la col·laboració de l'Associació Catalana de Crítics i Escriptors Cinematogràfics i composta per set pel·lícules de difícil accés a les pantalles comercials); Anima't (una extensa mostra internacional de cinema d'animació); i Brigadoon (ofereix la projecció alternativa d'aquelles pel·lícules que pel seu formato durada no poden ser incloses en les altres seccions). Aquest any el festival va incorporar una nova secció oficial competitiva (premis per votació del públic) anomenada Gran Angular, composta per 17 llargmetratges de gènere no fantàstic.
El festival fou inaugurat amb Mimic. Entre els famosos que visitaren el festival aquest any hi eren John Mills, Piper Laurie, Martin Sheen i els directors Paul Schrader, Bille August i Marco Bellocchio.

## Homenatges i retrospectives
Per tercer any consecutiu el Festival va programar una mostra de films del pioner Segundo de Chomón. També s'hi van consolidar les Jornades de l'Audiovisual Català com a plataforma de difusió i trobada dels creadors catalans. Aquest any va oferir-se una mostra de les produccions catalanes més recents agrupades en set seccions. A més, van fer-se retrospectives de les obres de l'animador txec Karel Zeman, els directors David Lean i José Mojica Marins. Les retrospectives de Karel Zeman, i David Lean van ser objecte de la publicació d'un llibre escrit per Sergi Sánchez i Artur Amorós Isern. També va presentar-se una retrospectiva del Kaiju Eiga i una mostra del realitzador canadenc Guy Maddin.
El premi honorífic del Festival La Màquina del Temps va lliurar-se al creador d'efectes especials Douglas Trumbull. El lliurament d'aquest premi va anar acompanyat d'una classe magistral i de la projecció d'una mostra dels seus treballs.

## Pel·lícules projectades

### Secció competitiva
- Tensió a l'autovia de Matthew Bright
- Gattaca d'Andrew Niccol
- Innocència rebel de John Duigan
- Memorias del ángel caído de Fernando Cámara i David Alonso
- Mimic de Guillermo del Toro
- 99.9 d'Agustí Villaronga
- Nowhere de Gregg Araki
- Pequeños milagros d'Eliseo Subiela
- Fotografiant fades de Nick Willing
- Retroactive de Louis Morneau
- Spawn de Mark A.Z. Dippé
- Die totale Therapie de Christian Frosch
- Tocat de Paul Schrader
- Tren de sombras de José Luis Guerín
- El lleig de Scott Reynolds
- El senyor dels desitjos dir. Robert Kurtzman
- R.I.P., Rest in Pieces de Robert Adrian Pejo
- Hosszú alkony d'Attila Janisch
- Kissed de Lynne Stopkewich
- El príncep de Homburg de Marco Bellocchio
- Yume no ginga de Gakuryū Ishii

### Secció Gran Angular
- Beavis and Butt-Head Do America de Mike Judge [5]
- Perseguint l'Amy de Kevin Smith
- For Ever Mozart de Jean-Luc Godard
- Happy Together de Wong Kar-wai
- Fugida desesperada de Craig Lahiff
- Knockin' on Heaven's Door de Thomas Jahn
- Fals testimoni de Jonas Pate i Josh Pate
- Vida normal de John McNaughton
- Notes from Underground de Gary Walkow
- Com peix a l'aigua de Stefan Schwartz
- Western de Manuel Poirier
- Cosmos de Jennifer Alleyn, Manon Briand, Marie-Julie Dallaire, Arto Paragamian, André Turpin i Denis Villeneuve
- Prairie Fire d'Andrew Chapman
- Jerusalem de Bille August
- Rossini – oder die mörderische Frage, wer mit wem schlief de Helmut Dietl
- Sus ojos se cerraron y el mundo sigue andando de Jaime Chávarri
- Wilde de Brian Gilbert

### Premi Méliès
- Darklands de Julian Richards
- Jakten på nyresteinen de Vibeke Idsöe
- Tesis d'Alejandro Amenábar

### Anima't
- Cats Don't Dance de Mark Dindal
- I Married a Strange Person! de Bill Plympton
- Peccato de Manuel Gomez
- Perfect Blue de Satoshi Kon

### Sessió especial
- Blancaneu: La veritable història de Michael Cohn

## Jurat
El Jurat Internacional de la secció oficial Fantàstic va ser format per Pere Ignasi Fages, Alan Jones, Piper Laurie, Elio Quiroga i Eliseo Subiela.

## Premis
Els treballs premiats van ser:
| Premis | Guanyadors                                                    |
| --- | ------------------------------------------------------------- |
| Millor pel·lícula                                                                                                 | Gattaca, d'Andrew Niccol                                      |
| Millor director                                                                                                   | Scott Reynolds, per El lleig                                  |
| Millor actor | Sam Rockwell, per Innocència rebel                            |
| Millor actriu | Reese Witherspoon, per Tensió a l'autovia                     |
| Millor guió | Naomi Wallace, per Innocència rebel                           |
| Millor fotografia                                                                                                 | Javier Aguirresarobe, per 99.9                                |
| Millor banda sonora                                                                                               | Michael Nyman, per Gattaca                                    |
| Millor efectes especials                                                                                          | Industrial Light & Magic, per Spawn                           |
| Millor curtmetratge                                                                                               | How Wings Are Attached to the Backs of Angels, de Craig Welch |
| Secció oficial Gran Angular                                                                                       |                                                               |
| Millor pel·lícula                                                                                                 | Knockin' on Heaven's Door, de Thomas Jahn                     |
| Millor director                                                                                                   | Stefan Schwartz, per Com peix a l'aigua                       |
| Millor actor | Sergi López, per Com peix a l'aigua                           |
| Millor actriu | Kate Beckinsale, per Com peix a l'aigua                       |
| Premi de la Crítica José Luis Guarner (atorgat per l'Associació Catalana de Crítics i Escriptors Cinematogràfics) | Tren d'ombres, de José Luis Guerín                            |
| Premi Millor Curtmetratge d'Animació (atorgat pel Jurat Internacional)                                            | DNA, de Giorgio Valentini                                     |
| Premi Méliès d'Argent                                                                                             | Tren d'ombres, de José Luis Guerín                            |
| Premi Màquina del Temps                                                                                           | Douglas Trumbull                                              |